# Element d'enllaç canònica
Un Element d'enllaç canònica és un element HTML que ajuda als programadors de web a evitar contingut duplicat tot especificant la "canònica", o "preferida", versió de la pàgina web com a part de l'optimització per a motors de cerca. Està descrit a RFC 6596, el qual sorgí a l'abril del 2012.
El contingut duplicat ocòrre quan el mateix contingut és accessible en diverses URLs. Per exemple, {{format ref}} http://www.exemple.com/pagina.html hauris de ser considerat pels motors de cerca per ser una pàgina completament diferent de {{format ref}} http://www.exemple.com/pagina.html?parametre=1, encara que ambdues URLs retornin el mateix contingut. Un altre exemple és essencialment el mateix (tabular) contingut, però ordenat diferent.
Al febrer del 2009, Google, Yahoo! i Microsoft varen anunciar suport als elements d'enllaços canòniques, que es pot inserir dins de la secció <head> d'una pàgina web, per deixar als programadors de web preveure aquestes qüestions. Els elements d'enllaços canòniques ajuden als programadors de web a donar claredat als motors de cerca quina de les pàgines és acreditada com l'original.
D'acord amb Google, l'element d'enllaç canònica no es considera una directiva, sinó un indici que el rastrejador web "honora especialment".
Mentre que l'element d'enllaç canònica té els seus beneficis, Matt Cutts, que és el cap de l'equip de rastrejadors de Google, ha afirmat que el motor de cerca prefereix l'ús de redireccions 301. Cutts afirma que la preferència per les redireccions és perquè el rastrejador de webs de Google pot optar per ignorar un element d'enllaç canònica si consideren que és més beneficiós per fer-ho.

## Exemples ďelements ďenllaçcanonical
```
<
link
 
rel
=
"canonical"
 
href
=
"http://exemple.com/"
/>

```

```
<
link
 
rel
=
"canonical"
 
href
=
"http://exemple.com/pagina.html"
/>

```